# Nyżdeh
Nyżdeh – wieś w Armenii, w prowincji Sjunik. W 2011 roku liczyła 92 mieszkańców.